# خليل جريج
خليل جريج مخرج أفلام وكاتب سيناريو ومنتج لبناني، تعاون في العديد من أفلامه مع جوانا حجي. يعتبر يوم آخر أحد أبرز أفلامهما إذ حاز على جائزة دون كيخوتة وجائزة FIPRESCI في مهرجان لوكارنو الدولي للأفلام كما كان فيلمهما البيت الزهري مرشح لبنان الرسمي لأفضل فيلم أجنبي في الأوسكار إلا أنه لم يحظ على الترشيح.
جوانا حاجي توما وخليل جريج
وُلدا كلاهما عام 1969، وهما مخرجان سينمائيَّان وفنانان لبنانيَّان. كتبا وأنجزا معاً أفلاماً قصيرة عدّة، وأنجزا معا مجموعة من الأفلام ومنها: الفيلم روائي الطويل البيت الزهري، 1999، وهو من إنتاج فرنسيّ - لبنانيّ - كنديّ مشترك خَرَج إلى الصالات في بلدان عدّة واختير ليكون من ضمن عدد كبير من المهرجانات، والفيلم الوثائقي خيام ورماد، 2000، والذي عرض بمهرجان فيپا عام 2001، وفيلم يوم آخر، 2006، الذي يعتبر أحد أبرز أفلامهما إذ حاز على جائزة دون كيخوتة وجائزة FIPRESCI في مهرجان لسوكارنو الدولي للأفلام، إضافة للفيلمين: الفيلم المفقود، 2003، وافتح الباب لو سمحت، 2006،
كما أن المخرجان أيضاً قد ألفا عدد من معارض التجهيزات التصويريَّة والفيديويَّة ومن بينها: بيروت، متخيّلات مدينيَّة، لمعهد العالم العربيّ في باريس، 1997)، وندر بيروت، ورواية مصوّر مهووس بالنار، لغاليري جانين ربيز في بيروت، 1998، ولا تَمْشِ، لإسپاس ميرا فلاينا، مركز الفن الحديث في مونتروي، 2000. ومن منشوراتهما: بيروت: متخيّلات مدينيَّة، وماذا كنت تفعل بين هذا الفجر والفجر الأخير.
قاما بدراسة فنّ كتابة السيناريو، وجماليات وفلسفة الصورة، في معهد الدراسات المسرحيّة والمرئية المسموعة في جامعة القديس يوسف.
إنهما متحدان ومتآزران في العمل الفني ومكملان لبعضهما البعض، أنهوا دراستهم الجامعيّة معاً، ومنذ ذلك الوقت يعملان في الحقل الفني ويخرجان أعملهما معاً، وهما زوجان.

## أعماله
| الفيلم                   | النوع       | السنة |
| ------------------------ | ----------- | ----- |
| البيت الزهر              | فيلم طويل   | 1999  |
| برمة                     | فيلم قصير   | 2001  |
| الفيلم المفقود           | فيلم وثائقي | 2003  |
| رماد                     | فيلم قصير   | 2003  |
| يوم آخر                  | فيلم طويل   | 2005  |
| افتح الباب لو سمحت       | فيلم قصير   | 2006  |
| بدي شوف                  | فيلم طويل   | 2008  |
| خيام 2000 - 2007         | فيلم وثائقي | 2008  |
| النادي اللبناني للصواريخ | فيلم وثائقي | 2013  |
| سميرنا                   | فيلم وثائقي | 2016  |
| دفاتر مايا               | فيلم طويل   | 2021  |

### أعمال تجريبية أخرى
- لا تمش
- صور معمّرة
- رصاصات طائشة

## وصلات خارجية
- خليل جريج على موقع IMDb (الإنجليزية)
- خليل جريج على موقع ألو سيني (الفرنسية)
- خليل جريج على موقع أول موفي (الإنجليزية)
- خليل جريج على موقع قاعدة بيانات الأفلام السويدية (السويدية)
- خليل جريج على موقع قاعدة بيانات الفيلم (الإنجليزية)
- خليل جريج على موقع كينوبويسك (الروسية)

- خليل جريج في قاعدة بيانات الأفلام على الإنترنت